# Liste der Baudenkmäler in Schirnding
Auf dieser Seite sind die Baudenkmäler in dem oberfränkischen Markt Schirnding zusammengestellt. Diese Tabelle ist eine Teilliste der Liste der Baudenkmäler in Bayern. Grundlage ist die Bayerische Denkmalliste, die auf Basis des Bayerischen Denkmalschutzgesetzes vom 1. Oktober 1973 erstmals erstellt wurde und seither durch das Bayerische Landesamt für Denkmalpflege geführt wird. Die folgenden Angaben ersetzen nicht die rechtsverbindliche Auskunft der Denkmalschutzbehörde.

## Baudenkmäler nach Ortsteilen

### Schirnding
| Lage                           | Objekt                                       | Beschreibung | Akten-Nr.     | Bild                                         |
| ------------------------------ | -------------------------------------------- | --- | ------------- | -------------------------------------------- |
| Egerstraße 8 (Standort)        | Wohnhaus                                     | Zweigeschossiger, traufständiger Halbwalmdachbau, verputzt und verklinkert, im Nordwestgiebel Fachwerk sichtbar, Türrahmung bezeichnet „1807“ | D-4-79-147-2  | BW                                           |
| Fischerweg 2 (Standort)        | Ehemalige Schmiede                           | Zweigeschossiges Wohnhaus mit Mansardhalbwalmdach, massiv und verputzt, Deckung Ziegel und Schiefer, um 1800 | D-4-79-147-30 | BW                                           |
| Fischerweg 11 (Standort)       | Wohnstallhaus                                | Zweigeschossig und verputzt, Satteldach auf der freien Seite abgewalmt, erste Hälfte 19. Jahrhundert | D-4-79-147-3  | BW                                           |
| Friedrichstraße 20 (Standort)  | Villa                                        | Eingeschossiger Mansardwalmdachbau, Garten mit Schwimmbecken, Apfelkeller, Hühnerhaus, Bunker, 1929 | D-4-79-147-31 | BW                                           |
| Fuchsberg 6 (Standort)         | Wohnstallhaus                                | Eingeschossiger Satteldachbau mit Fachwerkgiebel, Granit-Türrahmung des Stallteils bezeichnet „1798“ | D-4-79-147-4  | BW                                           |
| Hauptstraße 9 (Standort)       | Ehemaliges Gasthaus Goldene Traube           | Zweigeschossiger Walmdachbau, massiv und verputzt, segmentförmiger Torbogen, Mitte 19. Jahrhundert, Stallstadel, zweigeschossiger Satteldachbau, verputzt, 1837 | D-4-79-147-5  | BW                                           |
| Hauptstraße 10 (Standort)      | Wohnhaus                                     | Stattlicher, zweigeschossiger Mansardhalbwalmdachbau, giebelständig, massiv und verputzt, im Giebel Fachwerk, Schieferdeckung, in der geohrten Granit-Türrahmung bezeichnet „1776“, Erdgeschoss durch Ladeneinbau verändert                                           | D-4-79-147-6  | BW                                           |
| Hauptstraße 11 (Standort)      | Wohnhaus                                     | Zweigeschossiger Halbwalmdachbau, verputzt, mit Schieferdeckung, erste Hälfte 19. Jahrhundert | D-4-79-147-7  | BW                                           |
| Hauptstraße 14 (Standort)      | Zweigeschossiger Satteldachhaus              | Modern verkleidet, geohrte Türrahmung aus Granit, bezeichnet „1783“, im Kern älter | D-4-79-147-8  | BW                                           |
| Hauptstraße 16 (Standort)      | Bauernhof                                    | Zweigeschossiges Wohnstallhaus, massiv und verputzt, Satteldach mit Krüppelwalm auf der Westseite, ornamentierte Türrahmung, bezeichnet „1772“, Schupfe mit Remise und Stall, über Steinsockel verputztes Fachwerk, Walmdach mit Ziegel- und Schieferdeckung, um 1800 | D-4-79-147-9  | BW                                           |
| Kirchberg 1 (Standort)         | Evangelisch-lutherische Kirche Ad Salvatorem | Saalbau mit Satteldach, eingezogener Chor halbrund geschlossen, Sakristeianbau, Fassadenturm mit Spitzhelm, neuromanisch, 1879 geweiht, mit Ausstattung | D-4-79-147-10 | Evangelisch-lutherische Kirche Ad Salvatorem |
| Kirchweg 12 (Standort)         | Katholische Kirche Sankt Joseph              | Saalbau mit Satteldach, eingezogener Chor mit 5/8-Schluss, Chorseitenturm, romanisierend, 1931–32 nach Plänen von Georg Berlinger | D-4-79-147-12 | BW                                           |
| Raithenbacher Weg 9 (Standort) | Kleinhaus                                    | Eingeschossiger, traufständiger Satteldachbau, Bruchstein und Ziegel, wohl spätes 18. Jahrhundert, östlicher Giebel in Fachwerk erneuert | D-4-79-147-13 | BW                                           |

### Dietersgrün
| Lage                     | Objekt        | Beschreibung | Akten-Nr.     | Bild |
| ------------------------ | ------------- | --- | ------------- | ---- |
| Dietersgrün 6 (Standort) | Bauernhof     | Wohnstallhaus, zweigeschossiger Halbwalmdachbau, massiv und verputzt, bezeichnet „1834“, Nebengebäude, Obergeschoss verschaltes Fachwerk, Satteldach, 19. Jahrhundert | D-4-79-147-15 | BW   |
| Dietersgrün 7 (Standort) | Wohnstallhaus | Zweigeschossiger Satteldachbau, massiv und verputzt, am Wohn- und Stallteil Granit-Türrahmungen, jeweils bezeichnet „1834“                                            | D-4-79-147-16 | BW   |

### Fischern
| Lage                   | Objekt        | Beschreibung | Akten-Nr.     | Bild |
| ---------------------- | ------------- | --- | ------------- | ---- |
| Fischern 2 (Standort)  | Dreiseithof   | Wohnhaus, zweigeschossiger Satteldachbau, massiv und verputzt, bezeichnet „1862“, Stadel, verschalter Holzbau mit Satteldach, Stallgebäude, teilweise massiv, Satteldach, Einfriedung mit Hoftor | D-4-79-147-17 | BW   |
| Fischern 3 (Standort)  | Bauernhof     | Wohnstallhaus, zweigeschossiger, giebelständiger Halbwalmdachbau, verputzt, neben der Tür bezeichnet „1753“, am Stalltor bezeichnet „1756“, zwei Torpfosten mit eiförmigen Aufsätzen, 1836       | D-4-79-147-18 | BW   |
| Fischern 8 (Standort)  | Bauernhaus    | Zweigeschossiger Halbwalmdachbau, massiv und verputzt, bezeichnet „1793“ und „1820“ | D-4-79-147-21 | BW   |
| Fischern 9 (Standort)  | Wohnstallhaus | Erdgeschossiger Satteldachbau, Wohnteil in Blockbauweise, mit gestuftem Giebel, bezeichnet „1794“                                                                                                | D-4-79-147-22 | BW   |
| In Fischern (Standort) | Dorfbrunnen   | Mit Granitabdeckung, 18./19. Jahrhundert | D-4-79-147-23 | BW   |

### Raithenbach
| Lage                                     | Objekt                  | Beschreibung | Akten-Nr.     | Bild |
| ---------------------------------------- | ----------------------- | --- | ------------- | ---- |
| Raithenbach 1 (Standort)                 | Bauernhof               | Wohnstallhaus, zweigeschossiger Satteldachbau, massiv und verputzt, Granit-Türrahmung bezeichnet „1806“, Giebel mit Gurtgesims, Granit-Brunnentrog, bezeichnet „1852“                        | D-4-79-147-24 | BW   |
| Raithenbach 4, In Raithenbach (Standort) | Wohnstallhaus           | Zweigeschossiger Halbwalmdachbau, verputzt, um 1800, Granitbrunnentrog, Anfang 19. Jahrhundert                                                                                               | D-4-79-147-25 | BW   |
| Raithenbach 5 (Standort)                 | Wohnstallhaus           | Zweigeschossiger Satteldachbau, massiv und verputzt, um 1800 | D-4-79-147-26 | BW   |
| Raithenbach 6 (Standort)                 | Wohnstallhaus           | Zweigeschossiger Satteldachbau, massiv und verputzt, Granit-Türrahmung bezeichnet „1834“, umgebaut 1915, Stallteil mit Kreuzgewölbe bezeichnet „1844“, Granit-Brunnentrog, bezeichnet „1844“ | D-4-79-147-27 | BW   |
| Raithenbach 7 (Standort)                 | Gefelderter Brunnentrog | Granit, bezeichnet „1828“ | D-4-79-147-28 | BW   |

### Keinem Gemeindeteil zugeordnet
| Lage                                                        | Objekt      | Beschreibung | Akten-Nr.     | Bild |
| ----------------------------------------------------------- | ----------- | --- | ------------- | ---- |
| Bierweg; Zelch; Rennschacht; Saubad; Grünschacht (Standort) | Grenzsteine | Teil der Grenzsteinreihe der sogenannten „Preußensteine“ der ehemaligen, von 1791 bis 1810 gültigen Landesgrenze zwischen Preußen und Pfalz-Bayern, zwischen Buchbrunnen (Tschechien) bis Haingrün mit ursprünglich ca. 200 Grenzsteinen des im Vertrag vom 30. Juni 1803 neu festgesetzten Grenzverlaufs erhalten, heute noch teilweise Regierungsbezirksgrenze, Steine bezeichnet mit „Pr.“ (= Preußen) und „P.B.“ (= Pfalz-Bayern) sowie mit fortlaufender Ordnungsnummer (teilweise in den Gemeindegebieten von Konnersreuth, Pechbrunn, Waldsassen, Arzberg und Marktredwitz) | D-4-79-147-32 | BW   |

## Ehemalige Baudenkmäler
In diesem Abschnitt sind Objekte aufgeführt, die früher einmal in der Denkmalliste eingetragen waren, jetzt aber nicht mehr. Objekte, die in anderem Zusammenhang also z. B. als Teil eines Baudenkmals weiter eingetragen sind, sollen hier nicht aufgeführt werden. Aktennummern in diesem Abschnitt sind ehemalige, jetzt nicht mehr gültige Aktennummern.

| Lage                                 | Objekt            | Beschreibung                                                                              | Akten-Nr.     | Bild |
| ------------------------------------ | ----------------- | ----------------------------------------------------------------------------------------- | ------------- | ---- |
| Schirnding Kirchberg 3 ()            | Granit-Türrahmung | Geohrt, spätbarock                                                                        | D-4-79-147-11 |      |
| Schirnding Thiersheimer Straße 7 ()  | Türsturz          | Bezeichnet „1798“                                                                         | D-4-79-147-14 |      |
| Fischern Fischern 4 (Standort)       | Türrahmung        | Granit, bezeichnet „1769“                                                                 | D-4-79-147-19 | BW   |
| Fischern Fischern 7 (Standort)       | Türrahmung        | Granit, bezeichnet „1794“, Stadel, Massivbau mit Satteldach, erste Hälfte 19. Jahrhundert | D-4-79-147-20 | BW   |
| Raithenbach Raithenbach 8 (Standort) | Wohnstallhaus     | Zweigeschossiger Satteldachbau, verputzt, Granit-Türstock bezeichnet „1799“, umgebaut     | D-4-79-147-29 | BW   |

## Abgegangene Baudenkmäler
In diesem Abschnitt sind Objekte aufgeführt, die früher einmal in der Denkmalliste eingetragen waren, jetzt aber nicht mehr existieren, z. B. weil sie abgebrochen wurden. Aktennummern in diesem Abschnitt sind ehemalige, jetzt nicht mehr gültige Aktennummern.

| Lage                               | Objekt   | Beschreibung    | Akten-Nr.    | Bild |
| ---------------------------------- | -------- | --------------- | ------------ | ---- |
| Schirnding Egerstraße 6 (Standort) | Wohnhaus | Im Kern um 1800 | D-4-79-147-1 | BW   |